# 電車站

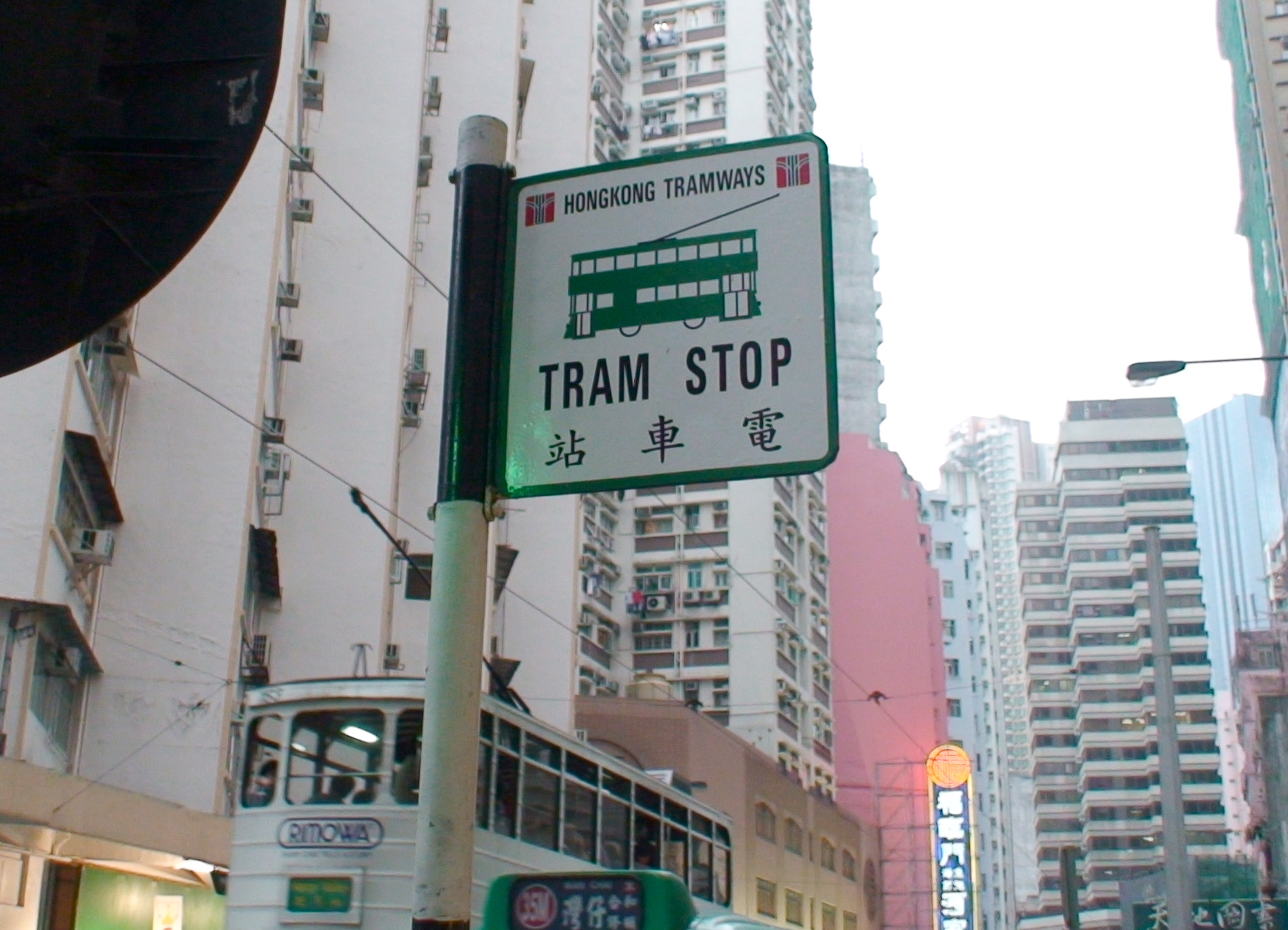
香港莊士敦道的電車站牌

電車站是一般是有轨电车停靠及上落客的地方，一般設在馬路上，設計較火車站及地鐵站簡單，與巴士站相似。